# بيتي-كانال
بيتي-كانال (بالفرنسية: Petit-Canal)‏ هي بلدية فرنسية يسكنها 8022 نسمة (حسب إحصاء 1 يناير 2011)، وهي تقع في إقليم جوادلوب في جزر الأنتيل الصغرى.